# Lanista crassicollis
Lanista crassicollis är en insektsart som beskrevs av Bolívar, I. 1906. Lanista crassicollis ingår i släktet Lanista och familjen vårtbitare. Inga underarter finns listade i Catalogue of Life.